# Vendvidék
Le Vendvidék ([ˈvɛndvideːk], en slovène : Porabje) ou Szlovén Rábavidék est une petite région culturelle de l'ouest de la Hongrie, comprise dans le comitat de Vas autour de la localité de Szentgotthárd. Cette région se distingue de l'Őrség voisin par la présence d'une partie importante de la minorité slovène de Hongrie, les Wendes, qui parlent leur propre dialecte prekmure.